# Kitty van Haperen
Catharina Cornelia Maria (Kitty) van Haperen (Baarle-Nassau, 20 april 1976) is een Nederlandse bobsleester en voormalige speerwerpster. Zij is actief in de internationale bobsleesport sinds 2005. Ze is remmer in een tweemansbob en maakt haar afdaling doorgaans met Ilse Broeders.

## Biografie

### Eerst uitblinkster bij speerwerpen
Overigens is Kitty van Haperen afkomstig uit de atletieksport. Al in 1991 manifesteerde de Tilburgse zich in de nationale ranglijsten als speerwerpster en sindsdien heeft zij op dit atletiekonderdeel voortdurend tot de beste tien van Nederland behoord, eerst alleen in haar leeftijdscategorie, later ook bij de senioren. Zelfs in 2005, het jaar waarin zij definitief overstapte naar het bobsleeën, stond ze nog tweede!

### Kampioene en recordhoudster van Nederland
Van Haperen werd in totaal zesmaal Nederlands kampioene speerwerpen, de eerste maal al op twintigjarige leeftijd in 1996, de laatste maal in 2004. Ook was ze met een afstand van 56,31 m in het bezit van het Nederlandse record speerwerpen dat ze gooide op 28 juli 1999. Dit laatste behoeft enige toelichting. In 1989 was immers door Ingrid Lammertsma al een afstand overbrugd van 61,98 m. Met ingang van 1999 werd echter wereldwijd een speer ingevoerd met een naar voren verlegd zwaartepunt. De oude modellen hadden in de loop der jaren steeds betere aerodynamische eigenschappen gekregen. Hierdoor vlogen ze verder en verder, maar was er ook steeds vaker onenigheid over de vraag, of de punt nu wel of niet als eerste de grond had geraakt. Als gevolg van die maatregel werd een nieuwe recordlijst ingevoerd en Kitty van Haperen maakte maximaal gebruik van de ontstane situatie: in één seizoen verbeterde zij zich met de nieuwe speer van 50,31 m tot 56,31 m.

### Overstap naar bobsleeën
Merkwaardig genoeg stokte daarna de progressie. Ook al maakte zij in 2002 de overstap naar de Duitse trainer Helge Zöllkau in Leverkusen en ook al trainde ze nog zo hard, nooit kwam zij meer in de buurt van haar eigen recordprestatie. Mede daardoor stelde Kitty van Haperen in 2004 vast, dat zij toe was aan iets nieuws. Op instigatie van trainer Zöllkau, en nadat zij was benaderd door Jeannette Pennings en Ilse Broeders (een van de twee Nederlandse vrouwenbobs), stapte zij daarna in de bobslee. In Nederland mag zo’n overstap misschien raar worden gevonden, maar in Duitsland is het heel gewoon. Kitty van Haperen vond het indertijd in elk geval een perfecte combinatie: “In de winter ben je sowieso veel met basistrainingen bezig. Mijn schema is bijna hetzelfde gebleven, alleen begin ik wat later met de specifieke trainingen. Eigenlijk stond het mij ook altijd tegen om negen maanden hard te trainen voor drie maanden wedstrijden.” Kitty van Haperen bleek echter nog niet helemaal klaar voor het echte werk. Bij haar eerste afdaling werd zij erg ziek en bij de volgende vergat ze te remmen. Ze besloot te stoppen en wierp zich naar eigen zeggen maar weer op als de kartrekker van het speerwerpen.

### Deelname aan Winterspelen
Pas na veel gesprekken durfde zij het in 2005 opnieuw aan met de bobslee. Een interessant besluit, want ook in het bobsleeën bleken er intussen enkele 'karren' te moeten worden getrokken: in het seizoen 2005/2006 kwalificeerde Nederland zich namelijk al snel met twee vrouwenbobs voor de Olympische Winterspelen 2006 in Turijn.
De samenstelling van de bobs was echter nog niet bekend. Ilse Broeders en Eline Jurg waren de enige bestuurders en dus verzekerd van een plaatsje in een bob. Om te bepalen welke remmers er mee zouden gaan, werd er in januari 2006 een startwedstrijd georganiseerd in het Duitse Oberhof. Christel Bertens werd het grootste slachtoffer. De vaste remster van Eline Jurg eindigde als vierde achter Jeannette Pennings, Kitty van Haperen en Urta Rozenstruik.
Van Haperen vormde in Turijn een duo met Jurg en Broeders ging aan de slag met Pennings. Rozenstruik kon vanaf de zijlijn slechts toekijken. Mede door de crash die Broeders/Pennings meemaakten in de eerste run en die daardoor hun toernooi niet konden voortzetten, werden Jurg/Van Haperen uit hun concentratie gehaald, waardoor de prestaties ietwat tegenvielen. Een top zes notering was vooraf het doel, uiteindelijk werd dit na vier runs een elfde plaats.
Sinds 2006 heeft Kitty van Haperen zich niet meer op de atletiekbanen vertoond. Haar speerwerprecord is ze intussen kwijtgeraakt. Want op 17 juni 2007 gooide Bregje Crolla de speer meer dan een meter verder: 57,57 m.

## Nederlandse kampioenschappen
| Onderdeel   | Jaar                               |
| ----------- | ---------------------------------- |
| speerwerpen | 1996, 1997, 1999, 2000, 2001, 2004 |

## Persoonlijk record
| Onderdeel   | Prestatie       | Datum        | Plaats |
| ----------- | --------------- | ------------ | ------ |
| speerwerpen | 56,31 m (ex-NR) | 28 juli 1999 | Fana   |

## Palmares

### speerwerpen (oude model)
- 1996:  NK - 49,68 m
- 1997:  NK - 49,32 m
- 1998:  NK - 49,30 m

### speerwerpen (nieuw model)
- 1999:  NK - 55,31 m
- 2000:  NK - 51,71 m
- 2001:  NK - 52,84 m
- 2003:  NK - 44,34 m
- 2004:  NK - 48,67 m

### bobsleeën
- 2006: 11e OS - 3.52,90